# Michele Placido
Michele Placido (ur. 19 maja 1946 w Ascoli Satriano) – włoski aktor, scenarzysta i reżyser telewizyjny, filmowy i teatralny.

## Życiorys

### Wczesne lata
Urodził się w Ascoli Satriano, w regionie Foggia, w prowincji Apulia jako syn Marii Iazzetti i Beniamina Placido. Pochodzi z ubogiej i wielodzietnej rodziny. Miał czterech braci — Donato (ur. 5 września 1945), Gerardo Amato (ur. 15 lutego 1949), Alessandra i Enzo oraz trzy siostry — Virginię, Annę Marię i Ritę. Uczęszczał do klasztornej szkoły, gdzie miał kłopoty z dyscypliną. Pragnąc szybko się usamodzielnić, w wieku osiemnastu lat zgłosił się ochotniczo do pracy w policji. Po trzech latach porzucił mundur, aby studiować w rzymskiej szkole filmowej z bogatymi tradycjami Centro Sperimentale di Cinematografia. Dwa lata uczył się także aktorstwa w szkole Silvio D’Amico przy Academy of Dramatic Arts.

### Kariera
W 1969 zadebiutował na scenie niewielką rolą w sztuce szekspirowskiej Sen nocy letniej. Na ekran trafił trzy lata później w filmie Sprawa Pisciotta (Il Caso Pisciotta, 1972) jako Amerigo Lojacono i komedii Teresa złodziej (Teresa la ladra, 1972) u boku Moniki Vitti. Sukces odniósł jako Giovanni w melodramacie Romans jakich wiele (Romanzo popolare, 1974) z Ornellą Muti, dramacie Boska istota (Divina creatura, 1975) u boku Laury Antonelli.
W miniserialu biblijnym CBS Mojżesz Prawodawca (Moses the Lawgiver, 1975) z tytułową rolą Burta Lancastera z muzyką Ennio Morricone pojawił się jako Kenizzyta Kaleb, syn Jefunnego, który zawierzył Bogu, kiedy Hebrajczycy odmówili wejścia do Ziemi Obiecanej Kanaan. Za rolę Paolo Passeri w komedii satyrycznej Marsz triumfalny (Marcia trionfale, 1976) odebrał nagrodę specjalną David di Donatello i Srebrną Taśmę.
Jego kreacja chłopa z południa w dramacie Ernesto (1979) przyniosła mu Srebrnego Niedźwiedzia dla najlepszego aktora na 29. MFF w Berlinie. Zaczął grywać w ambitniejszych produkcjach; Człowiek na klęczkach (Un Uomo in ginocchio, 1978), Plac Lady Chatterley (Letti selvaggi, 1979) z Ursulą Andress, Roberto Benignim, Laurą Antonelli i Sylvią Kristel, Łąka (Il prato, 1979) z Isabellą Rossellini, Skok w pustkę (Salto nel vuoto, 1980) u boku Michela Piccoli i Anouk Aimée, ekranizacji prozy Henry'ego Jamesa Skrzydła gołębicy (Les ailes de la colombe, 1981) z Isabelle Huppert i Dominique Sandą oraz Trzej bracia (Tre fratelli, 1981) u boku Philippe'a Noiret jako turyński robotnik. Natomiast reżyser Walerian Borowczyk wykorzystał niewątpliwą fascynację erotyczną, jaką emanuje z ekranu ten przystojny aktor o charakterystycznym, jakby ochrypłym głosie, powierzając mu rolę Schwarza w Lulu (1980) i dramacie fantasy Owidiusz: Sztuka kochania (Ars amandi, 1983). Za postać Mario Aloia w dramacie Łączność pizzy (Pizza Connection, 1985) otrzymał nagrodę Srebrnej Taśmy.
Wielkim osiągnięciem telewizyjnym okazała się być kreacja komisarza Corrado Cattaniego w czterech częściach serialu Ośmiornica (La Piovra, 1984, 1985, 1987, 1989), za którą w 1989 zdobył niemiecką nagrodę Bambi. Jako scenarzysta i reżyser debiutował dobrze przyjętym przez krytykę i widzów melodramatem Pomidor (Pummarò, 1990). Dramat Podróż zwana miłością (Un Eroe borghese, 1995), którego był reżyserem i odtwórcą roli Silvia Novembre, otrzymał włoską nagrodę Specjalnego Dawida. Za reżyserowany przez siebie dramat kryminalny Stracona miłość (Del perduto amore, 1998), do którego napisał scenariusz i pojawił się w nim jako Don Gerardo, został uhonorowany nagrodą FEDIC na 55. MFF w Wenecji. 
Reżyseria i napisany przez niego scenariusz dramatu kryminalnego Opowieść kryminalna (Romanzo criminale, 2005) ze Stefano Accorsim i Kimem Rossi Stuartem przyniósł mu kolejną nagrodę Srebrnej Taśmy i nagrodę David di Donatello. Film startował w konkursie głównym na 56. MFF w Berlinie.
Zasiadał w jury konkursu głównego na 63. MFF w Wenecji (2006).

## Życie prywatne
Jego pierwszą żoną była Ilaria Lezzi. Na planie filmu Bruna Gaburro Rodzinne grzechy (Peccati in famiglia, 1975) poznał Simonettę Stefanelli, z którą ożenił się 25 maja 1989 i rozwiódł w 1994. Mają córkę Violante (ur. 1 maja 1977) oraz dwóch synów – Michelangelo (ur. 1990) i Brenno (ur. 1991). 14 sierpnia 2012 poślubił aktorkę Federicę Vincenti (ur. 8 listopada 1983) po ponad 10 latach randkowania. Para rozwiodła się w grudniu 2017. Mają syna Gabriele (ur. 2006).

## Wybrana filmografia
| Rok  | Tytuł                                                                  | Rola                              | Reżyser                  |
| ---- | ---------------------------------------------------------------------- | --------------------------------- | ------------------------ |
| 1972 | Sprawa Pisciotta (Il Caso Pisciotta)                                   | Amerigo Lo Jacono                 | Eriprando Visconti       |
| 1973 | Mia moglie, un corpo per l'amore                                       | partner Simony                    | Mario Imperoli           |
| 1973 | La mano nera                                                           | Antonio Turris                    | Antonio Racioppi         |
| 1973 | Il Picciotto (TV)                                                      | Rosario Mandalà                   | Alberto Negrin           |
| 1973 | Non ho tempo                                                           | student                           | Ansano Giannarelli       |
| 1973 | Teresa złodziej (Teresa la ladra)                                      | Tonino Santità                    | Carlo Di Palma           |
| 1974 | Romans jakich wiele (Romanzo popolare)                                 | Giovanni Pizzullo                 | Mario Monicelli          |
| 1975 | Rodzinne grzechy (Peccati in famiglia)                                 | Milo                              | Bruno Gaburro            |
| 1975 | Boska istota (Divina creatura)                                         | Martino Ghiondelli                | Giuseppe Patroni Griffi  |
| 1975 | Mojżesz Prawodawca (Moses the Lawgiver, TV)                            | Kenizzyta Kaleb, syn Jefunnego    | Gianfranco De Bosio      |
| 1976 | Marsz triumfalny (Marcia trionfale)                                    | Paolo Passeri                     | Marco Bellocchio         |
| 1979 | Człowiek na klęczkach (Un Uomo in ginocchio)                           | Platamona                         | Damiano Damiani          |
| 1979 | Ernesto                                                                | portier                           | Salvatore Samperi        |
| 1979 | Plac Lady Chatterley (Letti selvaggi)                                  | Angelo, fotoreporter              | Luigi Zampa              |
| 1979 | Łąka (Il prato)                                                        | Enzo                              | Paolo i Vittorio Taviani |
| 1980 | Lulu (Lulù)                                                            | Schwarz                           | Walerian Borowczyk       |
| 1980 | Skok w pustkę (Salto nel vuoto)                                        | Giovanni Sciabola                 | Marco Bellocchio         |
| 1981 | Skrzydła gołębicy (Les ailes de la colombe)                            | Sandro                            | Benoît Jacquot           |
| 1981 | Trzej bracia (Tre fratelli)                                            | Nicola Giuranna, robotnik         | Francesco Rosi           |
| 1983 | Owidiusz: Sztuka kochania (Ars amandi)                                 | Macarius                          | Walerian Borowczyk       |
| 1984 | Ośmiornica (La Piovra)                                                 | komisarz Corrado Cattani          | Damiano Damiani          |
| 1985 | Łączność pizzy (Pizza Connection)                                      | Mario Aloia                       | Damiano Damiani          |
| 1985 | Ośmiornica 2 (La piovra 2)                                             | komisarz Corrado Cattani          | Florestano Vancini       |
| 1987 | Ośmiornica 3 (La Piovra 3)                                             | komisarz Corrado Cattani          | Luigi Perelli            |
| 1988 | Bliźnięta nie do pary (Big Business)                                   | Fabio Alberici                    | Jim Abrahams             |
| 1989 | Ośmiornica 4 (La Piovra 4)                                             | komisarz Corrado Cattani          | Luigi Perelli            |
| 1990 | Morderczy Afganistan (Afghan breakdown)                                | major Miša Bandura                | Władimir Bortko          |
| 1990 | Pomidor (Pummarò)                                                      | -                                 | Michele Placido          |
| 1994 | Lamerica                                                               | Fiore                             | Gianni Amelio            |
| 1995 | Podróż zwana miłością (Un eroe borghese)                               | Silvio Novembre                   | Michele Placido          |
| 1995 | Poliziotti                                                             | Sante Carella                     | Giulio Base              |
| 1998 | Stracona miłość (Del perduto amore)                                    | Don Gerardo                       | Michele Placido          |
| 1999 | Terra bruciata                                                         | brat Salvatore                    | Fabio Segatori           |
| 1999 | La balia                                                               | pacjent Belli Estate              | Marco Bellocchio         |
| 2000 | Ojciec Pio: Między niebem a ziemią (Padre Pio - Tra cielo e terra, TV) | Pio z Pietrelciny                 | Giulio Base              |
| 2000 | Liberate i pesci!                                                      | Michele Verrio                    | Cristina Comencini       |
| 2001 | Tra due mondi                                                          | Uzeda                             | Fabio Conversi           |
| 2002 | Searching for Paradise                                                 | Giorgio Mattei                    | Myra Paci                |
| 2002 | Sequestro Soffiantini                                                  | Giuseppe Soffiantini              | Myra Paci                |
| 2003 | Il posto dell'anima                                                    | Salvatore                         | Riccardo Milani          |
| 2003 | Soraya                                                                 | Enrico Mattei                     | Lodovico Gasparini       |
| 2004 | L'odore del sangue                                                     | Carlo                             | Mario Martone            |
| 2004 | L'amore ritorna                                                        | doktor Bianco                     | Sergio Rubini            |
| 2004 | Estrenando sueños                                                      |                                   |                          |
| 2005 | Il Grande Torino (TV)                                                  | Angelo Di Girolamo                | Claudio Bonivento        |
| 2005 | Opowieść kryminalna (Romanzo criminale)                                | ojciec Freddo                     | Michele Placido          |
| 2006 | Nieznajoma (La Sconosciuta)                                            | Muffa                             | Giuseppe Tornatore       |
| 2006 | Kajman                                                                 | Marco Pulici / Silvio Berlusconi  | Nanni Moretti            |
| 2006 | Arrivederci amore, ciao                                                | Ferruccio Anedda                  | Michele Soavi            |
| 2006 | Karol. Papież, który pozostał człowiekiem                              | papieski lekarz Renato Buzzonetti | Giacomo Battiato         |
| 2007 | L'ultimo padrino                                                       | Bernardo Provenzano               | Marco Risi               |
| 2007 | Piano, solo                                                            | Giovanni                          | Riccardo Milani          |
| 2009 | Baaria (Baarìa)                                                        | członek PCI                       | Giuseppe Tornatore       |